# Cặp đôi cay như ớt
Koo Za Rot Zab (tên tiếng Thái: คู่ซ่า รสแซบ, tên tiếng Việt: Cặp đôi cay như ớt) là phim truyền hình Thái Lan phát sóng vào năm 2017. Phim phát sóng trên kênh Channel 7 (CH7) với sự tham gia của Sukollawat Kanarot & Peechaya Wattanamontree.

## Nội dung
Rosarin Khoksungnern (Min Pechaya) - con gái của chủ xưởng “Mắm Cá” ở tỉnh Esan (Phía Bắc Thái Lan). Trong khoảng thời gian Rosarin đang theo học Thạc sĩ Kinh Tế tại nước ngoài, thì việc kinh doanh của gia đình đã xảy ra vấn đề và dẫn đến phá sản. Rosarin muốn khôi phục lại việc kinh doanh của gia đình nhưng lại gặp vấn đề về nguồn vốn, vì thế cha mẹ cô đã đi mượn tiền từ người bạn của mình, và người bạn ấy lại chính là cha mẹ của Korapong (Weir Sukollawat). Cha mẹ của Korapong đồng ý cho gia đình Rosarin mượn tiền với điều kiện cô phải đồng ý kết hôn với Korapong - một chàng trai đào hoa, lịch lãm, giàu sang.
Anh có tất cả mọi thứ mà các cô gái đều ao ước. Chính vì sự giàu có của gia đình mình mà anh chẳng chịu chú tâm vào làm một việc gì. Suốt ngày anh chỉ biết ăn chơi, cuồng nhiệt cùng các cô gái và qua đêm cùng họ tại chính ngôi nhà của mình. Nhìn thấy sự sa đọa của con trai mình, họ mong rằng cuộc sống hôn nhân sẽ kéo anh về đúng với con đường của mình. Rosarin trong suy nghĩ của Korapong là một cô gái quê mùa, chỉ biết nói tiếng địa phương vùng Esan, vì thế Rosarin đã luôn cố gắng thể hiện cho anh thấy sự thông minh, mạnh mẽ của chính mình.

## Diễn viên
- Sukollawat Kanarot vai Korapong / Korn
- Peechaya Wattanamontree vai Rosirin / Rose Khoksungnern
- Natasha Nuanjam vai Pimpaetai
- Artit Tangwiboonpanit vai Arnon
- Thanatorn Sribanjong vai Ponlawat
- Warangkanang Wutthayakorn as Character Name
- Thanyakan Thanakitananon vai Ornarpa
- Maneenuch Smerasut as Character Name
- Toon Hiranyasap vai Saksakul
- Naowarat Yuktanan vai Duangkomla
- Sirinuch Petchurai as Character Name

## Rating
| Ngày phát sóng | Tập         | Rating (AGB Nielsen) |
| -------------- | ----------- | -------------------- |
| 20-02-2017     | 1 (Premier) | 6.1                  |
| 21-02-2017     | 2           | 7.0                  |
| 27-02-2017     | 3           | 6.5                  |
| 28-02-2017     | 4           | 4.8                  |
| 06-03-2017     | 5           | 6.7                  |
| 07-03-2017     | 6           | 7.4                  |
| 13-03-2017     | 7           | 6.4                  |
| 14-03-2017     | 8           | 7.2                  |
| 20-03-2017     | 9           | 7.4                  |
| 21-03-2017     | 10          | 8.1                  |
| 27-03-2017     | 11          | 8.4                  |
| 28-03-2017     | 12          | 8.5                  |
| 03-04-2017     | 13          | 7.9                  |
| 04-04-2017     | 14          | 8.2                  |
| 10-04-2017     | 15          | 8.8                  |
| Trung bình:    | Trung bình: | 7.3                  |

- Episode 1: 6.1
- Episode 2: 7.0
- Episode 3: 6.5
- Episode 4: 4.8
- Episode 5: 6.7
- Episode 6: 7.4
- Episode 7: 6.4
- Episode 8: 7.2
- Episode 9: 7.4
- Episode 10: 8.1
- Episode 11: 8.4
- Episode 12: 8.47
- Episode 13: 7.9
- Episode 14: 8.18
- Episode 15: 8.76
- Trung bình rating: 7.29 (Rating cao thứ 2 Lakorn CH7 & toàn Lakorn 2017)

Nguồn: AGB Nielsen (Rating Nationwide)

## Ca khúc nhạc phim
- เป็นเธอเมื่อไหร่ / Bpen Tur Meua Rai - Sukollawat Kanarot & Peechaya Wattanamontree
- ให้โอกาสหัวใจ / Hai Ohgaht Hua Jai - Sukollawat Kanarot